# Merchant Prince
Merchant Prince è un videogioco di strategia a turni ambientato nell'Alto Medioevo sviluppato dalla HDI e pubblicato nel 1994 dalla QQP. Capostipite dell'omonima serie, il gioco è stato poi ripubblicato dalla MicroProse col titolo Machiavelli: The Prince nel 1995, e ha avuto un seguito uscito nel 2001, Merchant Prince II.

## Modalità di gioco
Il giocatore inizia la partita ricevendo una lettera da zio Niccolò (chiaramente il Machiavelli nel remake), il quale ha lasciato in eredità alle proprie figlie gran parte dei suoi averi e al giocatore uno stipendio annuale di 100 fiorini (o ducati), una mappa del mondo conosciuto, almeno un vessillo navale e alcuni suggerimenti: "Mantieniti sulla retta via il più possibile, ma se dovesse servire preparati a ricorrere ad altri mezzi. E ricordati sempre la Regola d'Oro: 'colui che ha il denaro è colui che fa le regole'". L'obiettivo del gioco è dunque migliorare la posizione sociale della famiglia, e per vincere la partita bisogna dunque accumulare oltre un milione di fiorini o comunque raggiungere gli introiti maggiori una volta finiti tutti i turni.
La partita inizia nel 1300 e dura da un minimo di 15 turni a un massimo di 192; dato che ogni turno equivale a un anno, la data finale equivale al 1492, quando Colombo raggiunse le Americhe. Nelle impostazioni iniziali è anche possibile impostare la frequenza delle tempeste (in mare e di sabbia) e dei predoni (ovvero banditi e pirati). La mappa del gioco può essere ambientata in una mappa casuale con quantità variabili di oceani, foreste o deserti, oppure in un'Afro-Eurasia approssimata simile alla Geografia di Claudio Tolomeo. A causa della forma di tale mappa, è presente il Capo di Buona Speranza, aggirabile, ma non il Capo Nord; inoltre, mentre l'Italia resta costantemente precisa in ogni partita e il resto dell'Europa e l'Africa si mantengono abbastanza fedeli alla realtà geografica, andando avanti con l'esplorazione si vedrà che terre lontane come l'India e il Giappone sono assenti, hanno cambiato forma o sono diventati continenti separati.
Il giocatore compete sempre con altre tre famiglie, che possono essere controllate da altri giocatori umani o da un'IA a scelta tra cinque livelli di abilità; ogni giocatore può inoltre scegliersi un proprio nome e uno stendardo tra quattro, e avere una condizione iniziale in termini di unità e fiorini. In termini diplomatici, è possibile stringere trattati o anche alleanze con le altre famiglie, oppure minacciarle o compiere attentati contro di loro. Dato che attaccare direttamente le altre famiglie (o anche città amiche) comporta un grave colpo alla popolarità e una multa salata, una soluzione alternativa consiste nel dare fuoco a ville e magazzini nemici, distruggere la reputazione altrui tramite i pettegolezzi, o addirittura assassinare senatori, cardinali, dogi e papi; farsi cogliere sul fatto rappresenta un duro colpo alla propria reputazione, ma è possibile anche incolpare altri giocatori. Per aumentare la propria popolarità, è possibile indire feste, patrocinare l'arte o sconfiggere banditi e flotte pirata.
Per esplorare il mondo, è sufficiente e obbligatorio usare le unità in proprio possesso, ma è anche possibile acquistare le mappe esplorate dagli altri giocatori. Il tempo e gli sforzi spesi nell'esplorazione sono a volte ricompensati con reliquie di enorme valore (come ad esempio la testa di Giovanni Battista), che vengono automaticamente portate a Venezia e vendute alla cattedrale. Inizialmente, gran parte delle città presenti nel gioco sono chiuse al giocatore, e vanno corrotte oppure costrette con le armi per aprire il commercio. Difendere una città con una forza armata veneziana oppure una compagnia mercenaria permette di controllarla direttamente (chiudendola ai rivali), ma anche di negoziare il suo stato di porto libero (aprendola ai rivali ma con una grande ricompensa in popolarità).
Oltre allo stipendio annuale offerto da zio Niccolò, il giocatore può ottenere soldi tramite le indulgenze nel Papato e gli uffici governativi, ma il metodo più redditizio per ottenere soldi è tramite il commercio con le altre città. Tra i beni disponibili da vendere e acquistare si trovano il vetro, le sante reliquie, vino, oro, avorio, noce moscata, cannella, ferro, grano, pesce, lana, perle, pellicce e chiodi di garofano. I beni aumentano di valore durante i tempi di crisi, nello specifico durante un periodo di proibizione dal Papa (che respinge i commercianti), le epidemie di peste (che dei solito iniziano nei primi decenni del gioco) e le guerre, tutti periodi profittevoli ma rischiosi. È anche possibile impostare delle rotte commerciali automatizzate tra le città.
Accedendo alla città di Venezia è possibile esplorare le seguenti opzioni:
- Nella galea si può acquistare unità da Venezia e dalle città con cui si è in buoni rapporti. Tra le unità disponibili nel gioco sono presenti una carovana (obbligatoria per i viaggi via terra e che può essere un cammello o un asino, rispettivamente resistenti alle cadute massi e alle tempeste di sabbia), una cocca (di grandi o piccole dimensioni, leggermente più veloce delle carovane e resistente alle tempeste, ma incapace di attraversare i fiumi) e la galea (sempre di grandi o piccole dimensioni e molto più veloce rispetto alle cocche a discapito della capacità di carico e della resistenza contro le tempeste).
- Nel palazzo del Doge si gestisce la politica. È principalmente possibile corrompere il Consiglio dei Dieci per portarne i membri al proprio servizio e aiutare il giocatore a farsi nominare da Venezia come capo del consiglio, generale, ammiraglio o ministro edile; una famiglia può occupare un solo posto alla volta, obbligatorio per ogni famiglia con un senatore, che però il capo del consiglio, pur non ricevendo fondi, può processare e far impiccare per tradimento. Essere sostenuto dalla maggioranza del Consiglio all'elezione decennale permette di ottenere (e mantenere) il posto di Doge, che consente di controllare altri posti e le tasse di Venezia, il che vuol dire che la stessa famiglia può partecipare e vincere le elezioni più volte consecutive.
- Nella basilica di San Marco è possibile gestire i rapporti con la Chiesa. Il Papa può appropriarsi indebitamente i fondi locali, "scomunicare" città cristiane (o meglio porre una proibizione) e riunire un esercito crociato. Inoltre è possibile usare una barra dell'Indulgenza per meglio corrompere il Papa, ma un eccesso di Indulgenza può provocare uno scisma, che porta le città del Nord dell'Europa a opporsi al Papato e alle città italiane. Inoltre, se una stessa famiglia può concorrere alle elezioni del Doge più di una volta di fila, quando invece un Papa muore, la famiglia a cui apparteneva viene estromessa alla prossima elezione, aspettando quella successiva, per evitare abusi del potere ecclesiastico.
- La torre dell'orologio permette di aumentare la propria popolarità acquistando una villa, patrocinando le arti tramite la commissione di un'opera d'arte, indicendo una festa in maschera o donando alla Chiesa.
- Nel campanile è possibile acquistare mercenari, se disponibili, e visualizzare la mappa del mondo con le statistiche generali, mentre nella biblioteca si gestiscono le opzioni di gioco.

## Remake e sequel
Nel 1995, un anno dopo l'uscita del gioco, la HDI ha sviluppato un remake del primo gioco distribuito dalla Microprose, chiamato Machiavelli the Prince. In questa versione, le città non accettano più beni illimitati, in particolare beni di alto valore come reliquie e metalli preziosi; le grafiche sono state migliorate, e tra le altre cose contengono gruppi di unità più evidenti, stati cittadini più chiari e la visualizzazione di rotte percorse da navi; infine, la fine di un turno non richiede più visitare Venezia.
Il remake ha ricevuto due edizioni: una normale in una scatola viola e una in scatola nera con inclusa la traduzione in inglese di George Bull de Il principe. Ha ricevuto anche una patch 1.1 per correggere un crash quasi immediato nel caso si mettano degli avversari computer a difficolta superiore a Novizio.
Nel 2001 è uscito il sequel Merchant Prince II, sviluppato da HDI e pubblicato da TalonSoft. Qui sono inizialmente disponibili soltanto galee piccole e guardie leggere, e altri aspetti del gioco vanno sbloccati tramite pagamenti a un personaggio simile a Leonardo da Vinci; l'opzione può anche essere disabilitata, permettendo di giocare con le unità disponibili già nel primo gioco e nel remake.

## Accoglienza
A giugno 1994, Merchant Prince è stato nominato come Videogioco Strategico dell'Anno di Computer Gaming World, premio perso contro Master of Orion. Secondo gli editori, il gioco "è un prodotto bilanciato, ben rappresentato e molto godibile", aiutato dall'"alta rigiocabilità" grazie alle mappe casuali e al gioco online, e "cattura l'avarizia e gli inganni dell'Italia medievale molto più del classico gioco da tavolo". Computer Game Review ha premiato il gioco con un premio Triade di Platino (alti punteggi da tre recensioni) e lo ha nominato come miglior strategico del 1994.